# Бурцов-Протопопов, Василий Фёдорович

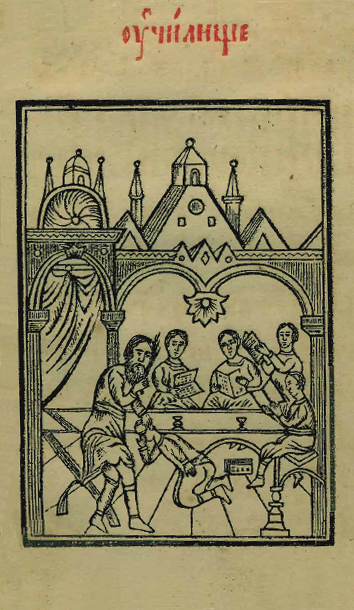
Фронтиспис из второго издания Азбуки Бурцова-Протопопова В. Ф.

Василий Федорович Бурцов-Протопопов (год рождения неизвестен — не ранее 1648 года) — русский издатель. Работал на Московском печатном дворе. Первым стал издавать «массовые» книги светского содержания, первые русские печатные учебники — азбуки, святцы, календари. Положил начало изданию малоформатных книг.

## Биография
Судя по прозвищу, происходил из семьи священнослужителей. Первые упоминания о Бурцове в документах относятся к 1626/1627 году, когда он с князем Романом Волконским описывал Епифанский, Венёвский и Тульский уезды, в 1631/1632 году с И. Загряжским — Соловский уезд, в 1638 году имел двор в Москве. С 1632 года работал на Печатном дворе, руководил постройкой нового печатного отделения, а затем и его работой. Задачей этого отделения, созданного на средства Патриаршего разрядного приказа, по-видимому, должно было стать обеспечение книгами школы, основанной Патриархом Филаретом. Подтверждением тому являются первые книги, изданные Бурцовым,- Буквари, Псалтири, Часовники (в документах Бурцов несколько раз именуется «подьячим азбучного дела», но связано это было с тем, что им изготавливался шрифт, но не с изданием азбук. После смерти Патриарха Филарета (умер 1 октября 1633 года) Бурцов отделился от Печатного двора, компенсировав казне расходы по созданию отделения. (По поводу статуса его типографии в литературе существуют различные мнения — её считают либо частной (И. В. Починская), либо 2-й государственной (И. В. Поздеева).
Имел тесные связи со С. М. Соболем, вероятно, помогавший ему в период становления типографии. Эти контакты нашли отражение в новшествах, которые Бурцов привнес в московскую печатную книгу.
У побывавшего в Москве в 1637 году С. М. Соболя приобрёл шрифты малого кегля (высота 10 строк, 61—62 мм), которыми напечатал «Святцы» (1639), «Канонник» (1641) и «Требник» (1642). В 1641 году, печатая «Канонник», впервые в Москве предпослал тексту титульный лист, заключённый в гравированную на дереве рамку. Святцы напечатаны в 16-ю долю листа — это 1-я московская миниатюрная печатная книга.
В конце 1630-х годов отношения испортились. С. М. Соболь хотел приехать в Москву, чтобы получить должность переводчика «книг греческих в русский язык», и предлагал создать типографское училище с преподаванием славянского и иностранных языков. Опасаясь конкуренции опытного печатника (а также, вероятно, не желая расплачиваться по заемной записи и возвращать заимствованные типографские материалы), обвинил С. М. Соболя в тайной приверженности унии. В апреле 1639 года последний был задержан с партией книг на границе в Вязьме и по царскому указу выслан назад в Речь Посполитую.
На позднейшую традицию московских печатных букварей  его издания (1657 и 1664 годов) оказали лишь ограниченное воздействие, так как их составители, действовавшие в эпоху реформ патриарха Никона, предпочитали обращаться к западнорусскому материалу (в частности, к «Грамматике» Мелетия (Смотрицкого) 1619 года и могилёвскому Букварю Соболя 1636 года) непосредственно. В XIX веке единоверческая типография перепечатала два издания: «Требник» 1642 года (Москва, 1856 год) и «Букварь» 1637 года (Москва, 1885 год).
Последнее известие о нём в документах Приказа книгопечатного дела относится к 1648 году. Станы Бурцова перевозятся обратно на Печатный двор в 1660 году.

## Издания
Типография успешно функционировала в 1633—1642 годах и была закрыта с восшествием на патриарший престол Иосифа. За это время было напечатано не менее 20 изданий: четыре издания Псалтири (два в 1634 г. (одно из них ранее описывалось как издание 1633 г.), в 1636 и в 1640 г.), одно — Псалтири с восследованием (Псалтирь с восследованием (или следованная) один из типов Псалтыри наряду с простой, толковой и гадательной, предназначена для употребления в церковном богослужении; содержит большое количество приложений), пять изданий Часовника (Часовник с киноварью (не датирован), 1633 г., 1637 г., 1639 г., 1640 г.), два — Букваря, Служебная Минея на сентябрь, Служебник, Апостол, Евангелие учительное, Святцы, Шестоднев, Канонник, Требник,- которые характеризуются многими новаторскими для великорусского книгопечатания чертами. Первым издал буквари церковнославянского языка — в 1634 и 1637 годах, в основном следовавшие традиции букварей Ивана Фёдорова.

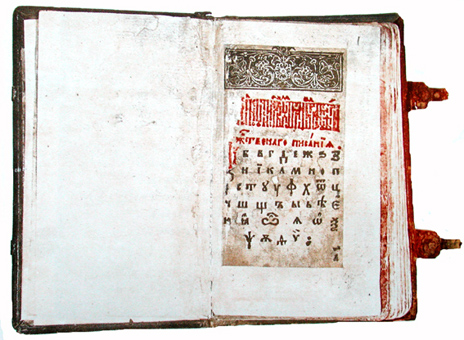
Букварь1634 год

Первое московское пособие для обучения грамоте — Азбука (букварь) В. Ф. Бурцова (формат 93 × 153 мм). 20 августа 1634 года.
Среди изданным им книг его букварь отличается особым изяществом и простотой. По традиции книга небольшого размера. В отличие от Ивана Фёдорова, использовал красный цвет, выделяющий буквы, слоги и названия разделов букваря. Особое внимание уделено шрифтам и графическому оформлению, построение каждой страницы четкое, продуманное. Составлен букварь по образцу федоровских азбук. Есть и алфавит в прямом и обратном порядках, а также в разбивку; есть и двух- и трехбуквенные слоги, числа и знаки препинания. Есть разделы по грамматике с формами спряжения глаголов, и по орфографии с примерами склонения имен существительных и прилагательных, и даже «Сказание о письменах» Черноризца Храбра, где описывается создание Кириллом и Мефодием славянской азбуки. В материал для чтения также включены молитвы, притчи, наставления. И все же это не простая перепечатка. Это творчески переработанное пособие с усовершенствованиями, уточнениями содержания и особой любовью к его внешнему виду. Его букварь имел большую популярность в России того времени.

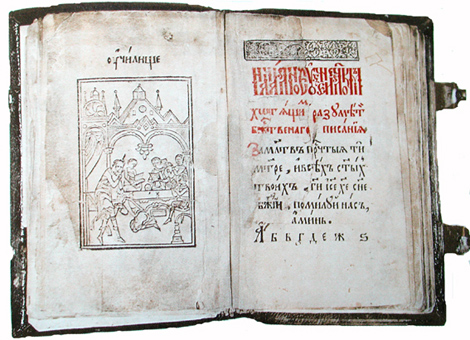
Букварь1637 год

Второе издание Азбуки (букваря) Василия Бурцова (формат 87 × 139 мм). 8 февраля 1637 года.
Совсем маленькая, «карманная» книжечка, напоминающая кошелёк. Хотя принцип построения пока оставлен без изменений, это первая русская иллюстрированная азбука, причем сюжет иллюстрации вполне светский. Сразу после обращения к учащимся издатель на отдельной странице поместил гравированный на дереве фронтиспис, живо изображающий сцену в классной комнате училища — учитель наказывает розгами провинившегося ученика. Наставление понятно без слов. Гравюра выполнена очень тщательно и гармонично вписывается в общий стиль оформления книги с её заставками и шрифтами.
В издании Азбуки 1637 года содержится стихотворное поучение «младым отрочатам». Это — первое стихотворное произведение русского автора, напечатанное в Москве.Исследователи полагают, что автором этих стихов был он сам. В стихах изложены наставления и рассказ о том, каким сокровищем является знание грамоты. Это самое ранее поэтическое  В таком виде букварь неоднократно переиздавался.
Содержание:
Предисловие для взрослых;
Стихотворное предисловие для детей;
Старославянская азбука (в том числе цифры и т. п. символы);
Слоги;
Парадигмы спряжения глаголов (в том числе двойственное число);
Алфавитный перечень слов под титлами;
Стихотворение для заучивания порядка букв в алфавите;
Заповеди Ветхого и Нового Заветов;
Евангельские притчи;
Исус Сирахов;
Сказание, как святым Кириллом была составлена старославянская азбука;
Заключение, информация об издании и переиздании.